# Форум Сао Пауло
Форум Сао Пауло (порт. Foro de São Paulo) је организација која окупља левичарске политичке партије и покрете широм Латинске Америке и Кариба. Иницијативу за оснивањем организације покренула је 1990. године бразилска Радничка партија.
Повод за оснивање Форума 1990. биле су геополитичке промене у свету након пада Берлинског зида и последице примењивања неолибералних реформи од стране тадашњих већином десничарских влада по Латинској Америци. Главни циљ Форума био је тражење алтернативе неолиберализму.
На првој конференцији Форума у јулу 1990. присуствовало је 48 представника разних партија и организација из Латинске Америке и Кариба. Оригинални назив прве коференције био је Заседање левих и антиимперијалистичких партија и организација Латинске Америке (порт. Encontro de Partidos e Organizações de Esquerda e Antiimperialistas da América Latina). Од 1991. на конференцији у Мексико Ситију, усвојен је назив Форум Сао Пауло као референца на место где је одржана прва конференција.
Наредне локације конференција Форума биле су: Манагва (1992), Хавана (1993), Монтевидео (1995), Сан Салвадор (1996), Порто Алегре (1997), Мексико Сити (1998), Манагва (2000), Хавана (2001), Антигва Гватемала (2002), Кито (2003), Сао Пауло (2005), Сан Салвадор (2007), Монтевидео (2008), Мексико Сити (2009), Буенос Ајрес (2010), Манагва (2011), Каракас (2012), Сао Пауло (2013), Ла Паз (2014) и Мексико сити (2015).

## Учесници

### Влада
Државе на чијем су челу партије–чланице Форума Сао Пауло:
- Боливија – Ево Моралес (Покрет за социјализам)
- Бразил – Дилма Русев (Радничка партија)
- Венецуела – Николас Мадуро (Уједињена социјалистичка партија Венецуеле)
- Доминика – Рузвелт Скерит (Лабуристичка партија Доминике)
- Доминиканска Република – Данило Медина (Доминиканска ослободилачка партија)
- Еквадор – Рафаел Кореа (Поносна и суверена домовина)
- Ел Салвадор – Маурисио Фунес (Фронт националног ослобођења Фарабундо Марти)
- Куба – Раул Кастро (Комунистичка партија Кубе)
- Никарагва – Данијел Ортега (Сандинистички фронт националног ослобођења)
- Перу – Ољанта Умала (Перуанска националистичка партија)
- Уругвај – Хозе Мухика (Широки фронт)

### Опозиција
Државе у којима су партије–чланице Форума Сао Пауло највеће опозиционе партије или су на последњим изборима завршиле на другом месту:
- Колумбија – Алтернативни демократски пол
- Костарика – Партија грађанске акције
- Мексико – Партија демократске револуције
- Чиле – Социјалистичка партија Чилеа

### Пуноправни чланови Форума Сао Пауло
- Аргентина – Комунистичка партија Аргентине
- Барбадос – Покрет Клемент Пејн
- Боливија – Комунистичка партија Боливије, Покрет за социјализам
- Бразил – Радничка партија, Комунистичка партија Бразила, Бразилска социјалистичка партија, Бразилска комунистичка партија
- Венецуела – Уједињена социјалистичка партија Венецуеле
- Гвајана – Савез радног народа
- Гватемала – Гватемалско национално револуционарно јединство
- Доминика – Лабуристичка партија Доминике
- Доминиканска Република – Доминиканска ослободилачка партија
- Еквадор – Поносна и суверена домовина
- Ел Салвадор – Фронт националног ослобођења Фарабундо Марти
- Колумбија – Алтернативни демократски пол, Комунистичка партија Колумбије
- Костарика – Партија грађанске акције, Широки фронт
- Куба – Комунистичка партија Кубе
- Мартиник – Комунистичка партија за независност и социјализам, Национално веће народних комитета
- Мексико – Партија демократске револуције, Партија рада, Народна социјалистичка партија
- Никарагва – Сандинистички фронт националног ослобођења
- Парагвај – Комунистичка партија Парагваја, Партија за земљу солидарности
- Перу – Комунистичка партија Перуа, Социјалистичка партија Перуа, Националистичка партија Перуа
- Порторико – Порториканска националистичка партија, Социјалистички фронт, Хостосијански национални фронт за независност, Универзитетска федерација за независност Порторика
- Уругвај – Широки фронт
- Чиле – Партија хришћанске левице, Комунистичка партија Чилеа, Социјалистичка партија Чилеа